# Ruveyda Öksüz
Ruveyda Öksüz (* 24. Mai 1994 in Istanbul) ist eine türkische Schauspielerin, Model und Gewinnerin eines Schönheitswettbewerbs.

## Leben und Karriere
Öksüz wurde am 24. Mai 1994 in Istanbul geboren. Sie studierte an der Universität Istanbul. 2013 nahm sie an Miss Turkey teil und wurde Erste. Ihr Debüt gab die 2015 in der Fernsehserie Sen Benimsin. Im selben Jahr war sie in Cesur Yürek zu sehen. Außerdem trat sie 2019 in der Serie Vurgun auf.

## Filmografie
Serien
- 2015: Sen Benimsin
- 2015–2016: Cesur Yürek
- 2019: Vurgun